# Attilio Nicora
Attilio Nicora (Varese, 16 marzo 1937 – Roma, 22 aprile 2017) è stato un cardinale e arcivescovo cattolico italiano.

## Biografia
Nasce a Varese, città capoluogo di provincia in arcidiocesi di Milano, il 16 marzo 1937. Nella sua città natale è considerato protagonista della rinascita del cattolicesimo giovanile essendo stato tra i fondatori del periodico studentesco Michelaccio e animatore di Gioventù Studentesca.

### Formazione e ministero sacerdotale
Dopo gli studi liceali, nel 1959 consegue la laurea di Giurisprudenza all'Università Cattolica del Sacro Cuore, a Milano. Entrato nel Seminario Maggiore dell'arcidiocesi ambrosiana, è ordinato presbitero il 27 giugno 1964; nell'autunno del medesimo anno consegue la licenza in Teologia presso la Facoltà Teologica di Milano. Dopo l'ordinazione viene inviato a Roma dall'arcivescovo Giovanni Colombo per gli studi canonistici e diviene alunno del Pontificio Seminario Lombardo e dell'Università Gregoriana, presso la quale consegue il dottorato in Diritto canonico; rientra poi nell'arcidiocesi milanese come docente di diritto canonico e diritto pubblico ecclesiastico nel Seminario Maggiore di Milano, del quale è rettore dal 7 ottobre 1970.

### Ministero episcopale e cardinalato
Il 16 aprile 1977 è elevato da papa Paolo VI alla dignità episcopale con il titolo di Forno Minore e l'incarico di ausiliare dell'arcidiocesi di Milano. Viene consacrato vescovo il 28 maggio 1977 dal cardinale Giovanni Colombo, che gli affida la delega alla pastorale sociale e all'apostolato dei laici. Nel 1979 il nuovo arcivescovo, Carlo Maria Martini, lo nomina provicario generale affidandogli anche la delega ai rapporti con le istituzioni locali e regionali. Il 15 novembre 1984, negli anni del governo Craxi, firma con il prof. Francesco Margiotta Broglio, l'accordo di modifica del Concordato fra Stato italiano e Chiesa cattolica e nel 1987 diventa delegato della Conferenza Episcopale Italiana per l'attuazione dell'accordo.
Papa Giovanni Paolo II lo nomina vescovo di Verona il 30 giugno 1992. Il 18 settembre 1997 rinuncia al governo pastorale di Verona e rientra a Roma per dedicarsi a tempo pieno alla cura delle questioni giuridiche canoniche e concordatarie presso la CEI come Delegato della Presidenza e assumere la rappresentanza dei Vescovi italiani presso la Commissione degli Episcopati della Comunità Europea (Bruxelles), della quale nel 2000 è stato nominato vicepresidente.
Il 4 aprile 2002 è nominato membro della Congregazione per i vescovi e il 1º ottobre successivo viene nominato presidente dell'Amministrazione del patrimonio della Sede Apostolica, venendo elevato alla dignità arcivescovile.
Nel concistoro del 21 ottobre 2003 viene elevato al rango di cardinale da papa Giovanni Paolo II, il quale, il 25 marzo 2004, lo nomina membro della Pontificia commissione per lo Stato della Città del Vaticano. Dal 18 al 19 aprile 2005 partecipa al conclave che ha eletto papa Benedetto XVI.
Dal 21 febbraio 2006 ricopre la carica di legato pontificio per le basiliche di San Francesco e di Santa Maria degli Angeli in Assisi e, il 19 gennaio 2011, papa Benedetto XVI lo nomina anche primo presidente dell'Autorità di informazione finanziaria, un organismo di nuova istituzione voluto dal pontefice perché controlli ogni operazione finanziaria vaticana. Ciò adegua anche lo Stato della Città del Vaticano alle nuove norme antiriciclaggio introdotte dall'Unione europea. Dal 2007 è membro della Commissione cardinalizia di vigilanza dell'Istituto per le opere di religione. È stato inoltre membro del Consiglio della II Sezione della Segreteria di Stato, della Congregazione per l'evangelizzazione dei popoli (dal 7 gennaio 2003), del Pontificio consiglio per i testi legislativi (dal 7 gennaio 2003) e del Supremo tribunale della Segnatura apostolica. Il 7 luglio 2011 papa Benedetto XVI accoglie la sua richiesta di essere sollevato dall'incarico di presidente dell'Amministrazione del patrimonio della Sede Apostolica per potersi dedicare in modo esclusivo alla conduzione dell'Autorità di informazione finanziaria del Vaticano e gli succede l'arcivescovo Domenico Calcagno. Il 10 novembre successivo viene tuttavia nominato membro dello stesso ufficio.
Il 10 gennaio 2012 invia al presidente dell'Istituto per le opere di religione, Ettore Gotti Tedeschi, e al segretario di Stato, il cardinale Tarcisio Bertone, una lettera in cui spiega il proprio pensiero riguardo alle politiche bancarie dell'istituto. Scrive infatti che secondo lui le politiche portate avanti dalla Città del Vaticano sono una retromarcia verso l'apertura alla trasparenza bancaria e ciò potrebbe screditare la Santa Sede a livello internazionale. Questa missiva segue, inoltre, la decisione del cardinale segretario di depotenziare l'Autorità di informazione finanziaria per quanto concerne le ispezioni nei conti dello IOR. Un anno dopo, nel febbraio 2013, prima dell'inizio della sede vacante, papa Benedetto XVI decide di non confermare il presidente dell'autorità antiriciclaggio all'interno della Commissione di vigilanza sostituendolo con il cardinale Domenico Calcagno, presidente dell'Amministrazione del patrimonio della Sede Apostolica, considerato molto vicino al segretario di Stato.
Il 12 e il 13 marzo 2013 partecipa, in qualità di cardinale elettore, al conclave che vedrà l'elezione al ministero petrino di papa Francesco.
Il 12 novembre 2013 invia una missiva al presidente dell'Istituto per le opere di religione, Ernst von Freyberg, nella quale si dimostra poco entusiasta della scelta di promuovere come direttore generale dello stesso istituto Rolando Marranci, un ex funzionario della Banca Nazionale del Lavoro, tra i fautori della cacciata di Ettore Gotti Tedeschi.
Il 30 gennaio 2014 papa Francesco accoglie la sua richiesta di essere sollevato dall'incarico di presidente dell'Autorità di informazione finanziaria; secondo la stampa, questa richiesta sarebbe stata preceduta da un incontro con il segretario di Stato, il cardinale Pietro Parolin, in cui egli si sarebbe mostrato sfavorevole alle politiche condotte dal nuovo direttore dell'autorità nella persona di Renè Brulhart, il quale non ha costantemente informato il consiglio, presieduto dal cardinale, per diversi mesi non convocato. Gli succede ad interim il vescovo Giorgio Corbellini, vescovo titolare di Abula e presidente dell'Ufficio del Lavoro della Sede Apostolica. Il 12 giugno 2014 opta per l'ordine presbiterale, mantenendo invariata la diaconia elevata pro hac vice a titolo presbiterale. Il 16 marzo 2017, al compimento del suo ottantesimo genetliaco, esce dal novero dei cardinali elettori.
Muore nella Clinica Pio XI di Roma il 22 aprile 2017 all'età di 80 anni. Le esequie si tengono il 24 aprile all'Altare della Cattedra della Basilica di San Pietro: la liturgia esequiale è celebrata dal cardinale Angelo Sodano, decano del Collegio cardinalizio mentre al termine della celebrazione papa Francesco presiede il rito dell'ultima commendatio e della valedictio. La salma è poi tumulata a Verona all'interno della Cattedrale di Santa Maria Matricolare.
A lui è dedicata la biblioteca centrale della Libera Università Maria Santissima Assunta, da lui inaugurata il 16 dicembre 2016.
La figura del cardinale Attilio Nicora è stata illustrata in una relazione al Convegno in sua memoria sul tema Sana cooperatio tra Stato e Chiesa (Palazzo della Cancelleria, Roma, 25 ottobre 2018).

## Genealogia episcopale
La genealogia episcopale è:
- Cardinale Scipione Rebiba
- Cardinale Giulio Antonio Santori
- Cardinale Girolamo Bernerio, O.P.
- Arcivescovo Galeazzo Sanvitale
- Cardinale Ludovico Ludovisi
- Cardinale Luigi Caetani
- Cardinale Ulderico Carpegna
- Cardinale Paluzzo Paluzzi Altieri degli Albertoni
- Papa Benedetto XIII
- Papa Benedetto XIV
- Papa Clemente XIII
- Cardinale Marcantonio Colonna
- Cardinale Giacinto Sigismondo Gerdil, B.
- Cardinale Giulio Maria della Somaglia
- Cardinale Carlo Odescalchi, S.I.
- Cardinale Costantino Patrizi Naro
- Cardinale Lucido Maria Parocchi
- Papa Pio X
- Papa Benedetto XV
- Papa Pio XII
- Cardinale Eugène Tisserant
- Papa Paolo VI
- Cardinale Giovanni Colombo
- Cardinale Attilio Nicora